# Gustaf Hultman (ämbetsman)
Gustaf Gabriel Hultman, född den 7 december 1872 i Karlstad, död den 24 april 1934 i Umeå, var en svensk ämbetsman. Han var far till Lars Hultman.
Hultman blev student vid Uppsala universitet 1892 och avlade hovrättsexamen där 1898. Han blev extra ordinarie notarie i Svea hovrätt sistnämnda år och biträdde hos domhavande i Västerbottens västra domsaga 1898–1902, då han var tillförordnad domhavande och ordförande i häradsrätten under fem ting. Hultman blev biträdande extra länsnotarie i Jämtlands län 1902, extra länsnotarie där 1904, tillika landskontorist 1905, tillförordnad länsnotarie 1905 och ordinarie länsnotarie 1907. Han var sekreterare vid Jämtlands läns landsting 1907–1917, tillika kamrerare där 1910–1917, och landssekreterare i Västerbottens län från 1917 till sin död. Hultman blev riddare av Nordstjärneorden 1923 och kommendör av andra klassen av samma orden 1932. Han vilar på Västra kyrkogården i Umeå.